# HNLMS Luymes
Le HNLMS Luymes (A803) (Pays-Bas : Zr.Ms. Luymes) est un navire de surveillance hydrographique de la Marine royale néerlandaise (Koninklijke Marine). 
Le Luymes est un sister-ship du HNLMS Snellius de Classe Snellius. 
HNLMS Snellius tient son nom de Johan Lambertus Hendrikus Luymes qui a contribué à l'avancée de l'hydrographie. 
Le navire a été construit aux Pays-Bas à partir d'une coque construite en Roumanie. 
Le navire peut procéder à plusieurs activités comme surveiller les zones de navigation, opérer comme navire de garde,représenter les Pays-Bas à l'étranger, il peut également assister les enquêtes scientifiques maritimes du ministère de la défense ainsi qu'à des opérations de secours. 
Le Luymes est le troisième navire hydrographique à porter ce nom.